# Aphthona nigriscutis
Aphthona nigriscutis là một loài bọ cánh cứng ăn rễ trong chi Aphthona. Nó là một trong 5 Aphthona spp. được sử dụng ở Alberta, Canada để kiểm soát cây đại kích, một loài cây xâm lấn gây hại làm giảm môi trường sống tự nhiên. Nó cùng với A. lacertosa, là một trong hai tác nhân kiểm soát sinh vật được cho là có hiệu quả chống lại cây đại ksch.
Ấu trùng gây hại phần lớn cho cây khi chúng ăn rễ.